# Комірцева акула іржава
Комірцева акула іржава (Parascyllium ferrugineum) — акула з роду Комірцева акула родини Комірцеві акули. Інша назва «тасманійська плямиста кицька».

## Опис
Загальна довжина досягає 80 см. Голова невеликого розміру. Очі відносно великі. За ними присутні бризкальця. Біля ніздрів та горлі присутні маленькі вусики. Рот невеликий, з його кутів тягнуться до ніздрів тягнуться складки. Тулуб стрункий, видовжений. Грудні плавці розвинені. Має 2 спинних плавця та анальний. Спинні плавці однакові, розташовані ближчі до хвоста. Перший спинний плавець присутній між черевними плавцями та анальними. Анальний плавець знаходиться трохи спереду другого спинного. Хвостовий плавець вузький з нерозвиненою нижньою лопаттю.
Забарвлення спини сіро-буре з червонуватим відтінком. На спині та боках присутні 6 темних плям сідлоподібної форми. Також на тілі та плавцях, окрім грудних, є окремі великі темні плями. На горлі є велика темна пляма-«комір». В цьому схожа на поперечносмугасту комірцеву акулу. Відмінністю іржавої акули є наявність невеличких білих крапочок на спині. До того ж, її іржавий «комір» блідніший.

## Спосіб життя
Тримається на глибинах від 5 до 150 м. Воліє до рифового та кам'янистого дна з підводною рослинністю. Часто зустрічається серед скель, в гирлах річок та джерел. Використовує грудні плавці як опору при пересуванні ґрунтом. Активна вночі. Це акула-одинак. Це бентофаг. Живиться костистою рибою та донними безхребетними.
Статева зрілість настає при розмірі 60 см. Це яйцекладна акула. Народжені акуленята мають 17 см завдовжки.

## Розповсюдження
Мешкає біля південної Австралії та о. Тасманія в рамках координат 31 град. півн.ш та 45 град півд.ш. й 117–149 град сх.д.